# Trương Vân Lĩnh
Trương Vân Lĩnh (1902 – 1945), tên khai sinh là Trương Văn Thanh, bí danh Nguyễn An, thường viết lầm là Trương Văn Lĩnh, là nhà cách mạng chống Pháp, một trong những lãnh đạo của Hội Việt Nam Cách mạng Thanh niên.

## Thân thế
Trương Văn Thanh quê ở làng Tuỵ Anh, tổng Vân Trình, huyện Nghi Lộc, tỉnh Nghệ An, nay là xóm 4, xã Nghi Phương cùng huyện. Ông xuất thân trong một gia đình nông dân theo đạo Thiên Chúa, thuộc xứ đạo Xã Đoài.
Năm 13 tuổi, Trương Vân Lĩnh theo học Trường tiểu chủng viện Xã Đoài. 3 năm sau, ông xin theo học chữ Hán ở làng Hữu Biệt (huyện Nam Sách), quê của Phan Bội Châu. Ngày 5 tháng 2 năm 1924, chịu ảnh hưởng từ gương Phan Bội Châu, Mai Lão Bạng, cố Thông, cố Truyền,... ông cùng hai em họ bí mật tham gia đoàn thanh niên Nghệ An xuất dương sang Trại Cày của Đặng Thúc Hứa ở Xiêm.

## Hoạt động tại Trung Quốc
Năm 1925, Trương Vân Lĩnh từ Xiêm sang Quảng Châu (Trung Quốc), gặp gỡ đồng hương Lê Hồng Sơn và gia nhập tổ chức Tâm Tâm xã. Cùng khoảng thời gian này, Nguyễn Ái Quốc đã cải tổ Tâm Tâm xã, biến tổ chức này làm nòng cốt để xây dựng tổ chức Hội Việt Nam Cách mạng Thanh niên. Tháng 2 năm 1925, Trương Vân Lĩnh được kết nạp vào nhóm bí mật của Hội, trở thành thành viên Ban lãnh đạo Tổng bộ Hội Việt Nam Cách mạng Thanh niên và tham gia tổ chức các lớp huấn luyện chính trị đặc biệt. Ông cùng Hồ Tùng Mậu, Lê Hồng Sơn, Lê Hồng Phong, Lê Duy Điếm,... cộng sự với Nguyễn Ái Quốc trong việc gây dựng tờ báo Thanh niên.
Năm 1926, Trương Vân Lĩnh cùng một số hội viên được Nguyễn Ái Quốc đề nghị gia nhập Đảng Cộng sản Trung Quốc. Trong thời gian này, ông lần lượt tham gia lớp học cấp tốc "nông dân vận động" ở Quảng Châu, lớp quân sự cấp tốc ở Quế Lâm do Đảng Cộng sản Trung Quốc tổ chức. Sau đó, ông được Đảng Cộng sản Trung Quốc cử vào Trường Quân sự Hoàng Phố và tốt nghiệp cùng Lê Hồng Sơn, Nguyễn Sơn, Phùng Chí Kiên, tổng cộng hơn 30 người Việt Nam. Sau khi tốt nghiệp, ông được làm chỉ huy một đơn vị quân đội Trung Quốc Quốc dân Đảng.
Đầu tháng 5 năm 1927, Trương Vân Lĩnh bí mật báo cho Nguyễn Ái Quốc thông tin Quốc dân Đảng sắp đến bắt giữ các lãnh đạo Hội Việt Nam Cách mạng Thanh niên. Nguyễn Ái Quốc rời Quảng Châu đi Hồng Kông, nhưng Tổng bộ của Hội bị cảnh sát bao vây, nhiều hội viên bị bắt. Ông một mặt duy trì hoạt động của Tổng bộ, tiếp tục mở các lớp huấn luyện chính trị, quân sự cho thanh niên Việt Nam theo chương trình được Nguyễn Ái Quốc soạn thảo; một mặt viết thư kháng nghị lên chính phủ Trung Hoa Dân Quốc, khiến Tưởng Giới Thạch chấp nhận thư kháng nghị. Tháng 12 năm 1927, Trương Vân Lĩnh tham gia khởi nghĩa Quảng Châu, nhưng thoát khỏi cuộc đàn áp của quân Quốc dân Đảng. Sau khởi nghĩa, ông đấu tranh vận động chính quyền Quảng Châu trả tự do cho những người Việt Nam bị bắt trong khởi nghĩa.
Cuối năm 1929, nhận được tin của Cao Hoài Nghĩa về việc Nguyễn Ái Quốc đang hoạt động ở Xiêm với tên Thầu Chín, Hồ Tùng Mậu cử Trương Vân Lĩnh, người thông thạo địa bàn Xiêm, đi đón Nguyễn Ái Quốc về Hồng Kông. Nhưng khi Trương Vân Lĩnh đến Xiêm, thì Nguyễn Ái Quốc đã có mặt tại Hồng Kông (tháng 12 năm 1930) và tiến hành vận động, thành lập Đảng Cộng sản Việt Nam (tháng 2 năm 1931). Trương Vân Lĩnh trở về Quảng Châu và gia nhập Đảng Cộng sản Việt Nam, phụ trách dịch tài liệu, sách báo cũng như xây dựng các cơ sở Đảng, Công hội trong công nhân người Việt trên các tàu biển tuyến Hồng Kông–Quảng Châu–Xiêm–Sài Gòn.

## Hoạt động trong nước
Tháng 12 năm 1930, trong cuộc khủng bố của chính quyền thực dân, Trương Vân Lĩnh bị chính quyền Anh ở Hồng Kông bắt giam 2 tháng. Tháng 1 năm 1931, sau khi ra tù, ông đến Thượng Hải và lại bị bắt, giao cho cảnh sát thực dân Pháp dẫn độ về Đông Dương. Ngày 15 tháng 5 năm 1932, ông bị Tòa Nam án Nghệ An tuyên án khổ sai chung thân và tịch thu toàn bộ gia tài ở quê. Tháng 10 năm 1932, ông bị giam giữ ở nhà tù Lao Bảo (Quảng Trị), bị đóng cùm trong xà lim cũng như xiềng vào chân và cổ.
Tháng 5 năm 1941, ông bị giải lên nhà ngục Đăk Mil. Ngày 5 tháng 12 năm 1942, ông cùng Nguyễn Tạo, Chu Huệ, Trần Doanh vượt ngục thành công, về Nghệ An, Thanh Hóa hoạt động.
Tháng 9 năm 1944, Trương Vân Lĩnh cùng Nguyễn Tạo được Trung ương Đảng giao nhiệm vụ tổ chức trường quân sự ở tỉnh Thái Nguyên để đào tạo cán bộ quân sự cho Xứ uỷ Bắc Kỳ. Ngày 16 tháng 9, ông bị Pháp bắt ở bến đò Hà Châu (Phú Bình, Thái Nguyên). Không moi được thông tin, Trương Vân Lĩnh bị mật thám Pháp giải về Sở mật thám Trung Kỳ, rồi giải ra nhà tù Hỏa Lò (Hà Nội).
Cuộc vận động Cách mạng tháng Tám thành công, ông được giải thoát khỏi nhà tù. Cuối tháng 8, cùng Nguyễn Văn Lý tham gia Ban giám hiệu Trường Quân chính kháng Nhật, hỗ trợ Hiệu trưởng Hoàng Văn Thái. Ngày 2 tháng 9, ông được bổ nhiệm làm Giám đốc Trường Quân chính thay Nguyễn Thanh Phong, phụ trách soạn thảo đại cương huấn luyện cho trường. Ngày 7 tháng 10, ông xin xung phong Nam tiến chi viện Nam Bộ kháng chiến, được toàn bộ học viên khóa 4 hưởng ứng. Ngày 23 tháng 11 năm 1945, khi chưa kịp tổ chức xuất phát thì ông mất đột ngột ở trường.

## Tưởng niệm
Di hài của ông được an táng tại quê nhà xã Nghi Phương, huyện Nghi Lộc. Năm 2018, khuôn viên mộ của ông được đưa vào danh mục kiểm kê di tích, danh thắng trên địa bàn tỉnh Nghệ An theo Quyết định số 21/QĐ-UBND ngày 17 tháng 8 năm 2018 của Ủy ban nhân dân tỉnh Nghệ An. Tháng 3 năm 2019, do tình trạng xuống cấp, huyện Nghi Lộc cùng đơn vị dòng họ, tư nhân khởi công xây dựng, tôn tạo Khu lăng mộ. Công trình khánh thành vào tháng 1 năm 2020.
Tên của ông được đặt cho một con đường ở quận Liên Chiểu (Đà Nẵng), thành phố Vinh (Nghệ An). Con đường mang tên ông ở Vinh để tên Trương Văn Lĩnh.